# 聚特林書寫體
聚特林書寫體（德語：Sütterlinschrift，德語發音：[ˈzʏtɐliːnˌʃʁɪft]）是德文尖角體字母的庫倫特書寫體之一，由路德維希·聚特林設計。於1915年在普魯士開始使用，並在1920年代推廣到全德國，至1941年停用。現在德國年輕一代幾乎完全不懂如何閱讀這種手寫體，不過此手寫體仍用於數學中德文尖角體字母符號的書寫。
示例原文:
翻译:
每一种写法的德文库伦特体有时都称作是聚特林体。这大概是出于这样的事实，就是聚特林体是德文库伦特体的写法中名声最广的。不过这种称呼不正确，因为德文库伦特体在路德维希·聚特林的年代之前很久就存在了。